# Operacja Pika
Operacja Pika (ang. Operation Pike) – niezrealizowany plan zbombardowania przez siły brytyjsko-francuskie radzieckich instalacji naftowych na Kaukazie podczas II wojny światowej.

## Historia

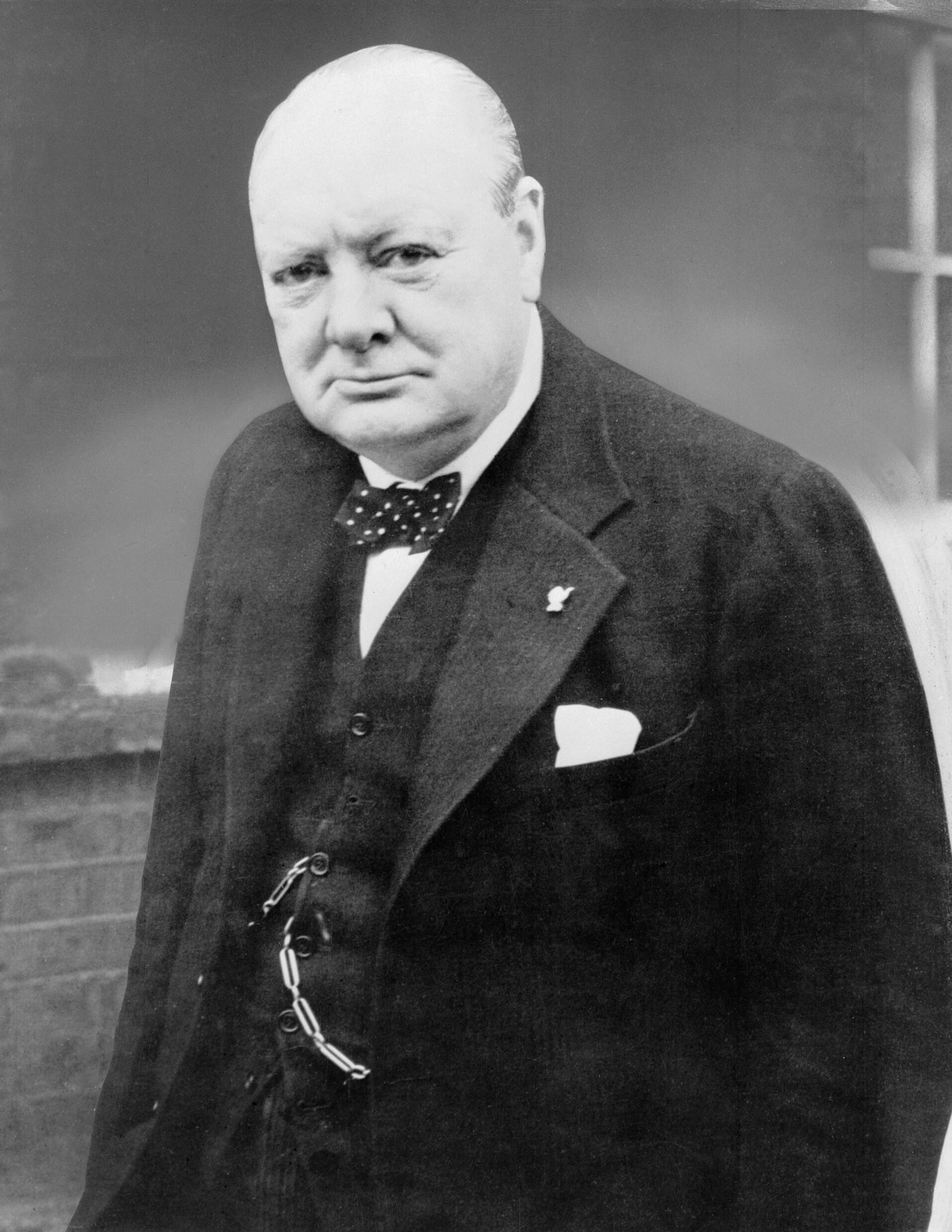
Winston Churchill

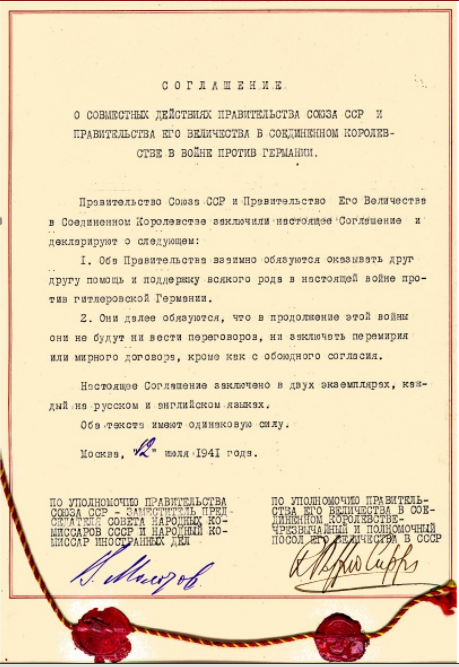
Sowiecko-brytyjski pakt z 12 lipca 1941

Po wybuchu II wojny światowej i wkroczeniu 17 września 1939 roku Sowietów do Polski (→agresja ZSRR na Polskę) Winston Churchill – ówcześnie Pierwszy Lord Admiralicji, znany antybolszewik – uznał ZSRR za wspólnika III Rzeszy w podbojach wojennych. Twarde stanowisko Wielkiej Brytanii umocniło wkrótce uderzenie 30 listopada 1939 ZSRR na Finlandię i wywołanie wojny zimowej. ZSRR i Niemcy potrzebowali ogromnych ilości paliw mineralnych, a Sowieci eksportowali ropę naftową do Niemiec. Większość radzieckich złóż znajdowała się na Kaukazie. Zachodni stratedzy chcieli zniszczyć przemysł naftowy w tym rejonie i tym jednym posunięciem sparaliżować oba kraje. Francuzi również dążyli do zbrojnej konfrontacji z ZSRR. Na zachodzie Europy trwała dziwna wojna, dlatego sojusznicy Wielka Brytania i Francja planowały przejęcie inicjatywy, by uderzeniami odciążającymi zdestabilizować działania wojenne Niemiec. Celem bombardowania miały być miasta Baku, Batumi i Grozny. Plan został ukończony w kwietniu 1940. Samoloty bombowe miały startować z pobliskich krajów: Iraku, Iranu oraz w miarę możliwości z Turcji, która zdecydowanie chciała utrzymać dobre stosunki z ZSRR.
Według szacunków z 1938 roku w Baku zostało wyprodukowanych 75% całej rosyjskiej ropy, a kolejnych 20% z pozostałych pól naftowych na Kaukazie Zniszczenie celów znacznie ułatwiłoby duże zagęszczenie rafinerii w całym tym rejonie. W 1939 została zawarta radziecko-niemiecka umowa handlowa, a w 1940 kolejna radziecko-niemiecka umowa handlowa. Głównym krajem, z którego Niemcy sprowadzali znaczne ilości ropy naftowej była Rumunia. Wcześniej Niemcy sprowadzały większość swej ropy spoza Europy. Po zajęciu przez Niemców w marcu 1939 Czechosłowacji, a później i innych terytoriów europejskich, III Rzesza była w stanie wywierać silną presję na Rumunię, co owocowało zawarciem kolejnych umów handlowych i znacznym zwiększeniem niemieckiego importu ropy z Rumunii.
Sowieci mieli świadomość istniejącego zagrożenia i podjęli pewne środki obrony przeciwlotniczej. Operacja miała zostać przeprowadzona w okresie od 1941 do 1942, jednak jej wykonanie zostało wstrzymane po ataku Niemiec na ZSRR 22 czerwca 1941 roku i w efekcie przystąpieniu ZSRR do wojny po stronie aliantów. Niedługo później Churchill oświadczył: „Gdyby Hitler najechał piekło, udzieliłbym rekomendacji Lucyferowi”. 12 lipca 1941 ZSRR i Wielka Brytania podpisały pakt o współpracy. Strony zobowiązały się do udzielenia wszelkiego poparcia i pomocy w wojnie z Niemcami. Bez obopólnej zgody miały nie prowadzić pertraktacji ani podpisywać zawieszenia broni lub układu pokojowego z Niemcami. 31 sierpnia 1941 dotarł do ZSRR pierwszy brytyjski konwój z zaopatrzeniem. Wobec szybkich postępów armii niemieckiej na terytorium sowieckim Brytyjczycy chcieli zniszczyć instalacje naftowe w sytuacji, gdyby nieuchronna stała się utrata Kaukazu przez Sowietów (→operacja Fall Blau). Ostatecznie operacja nie została nigdy wykonana, ponieważ ZSRR przetrwał najtrudniejszą fazę działań wojennych i odparł Niemców.